# Stora Levene
Stora Levene – miejscowość (tätort) w Szwecji, w regionie administracyjnym (län) Västra Götaland, w gminie Vara.
Według danych Szwedzkiego Urzędu Statystycznego liczba ludności wyniosła: 809 (31 grudnia 2015), 808 (31 grudnia 2018) i 794 (31 grudnia 2019).